# 1864
1864 (MDCCCLXIV) byl rok, který dle gregoriánského kalendáře započal pátkem.

## Události
- 16. ledna – Dánsko odmítlo prusko-rakouské ultimátum na zrušení dánské ústavy, která Šlesvicko-Holštýnsko považuje za dánské území.
- 1. února – 57 000 vojáků rakouské a pruské armády vstoupilo na území Šlesvicka a byla zahájena Dánsko-německá válka, která skončila 30. října téhož roku porážkou Dánska.
- 17. února – Americká občanská válka: Konfederační ponorka CSS H. L. Hunley provedla první úspěšný ponorkový útok v historii, když potopila unionistickou šroubovou šalupu USS Housatonic. Jelikož však nebyla dostatečně odolná proti vedlejším účinkům svých zbraní, při útoku se potopila i ona a celá její posádka zahynula.
- 14. dubna – Španělsko zabralo peruánské ostrovy Chinca, čímž začala dvouletá První tichomořská válka mezi Španělskem a koalicí Peru, Ekvádoru, Chile a Bolívie.
- 9. května – Bitva u Helgolandu, Dánsko ukončilo blokádu severoněmeckých přístavů.
- 9. července – Bitva na řece Monocacy v rámci Americké občanské války
- 22. srpna – podepsána první Ženevská úmluva zástupci 16 vlád včetně Pruska. Podpis Rakouska a některých jeho spojenců však chyběl.
- 28. září
  - Rakouský horolezec Paul Grohmann provedl prvovýstup na nejvyšší dolomitskou horu Marmolada.
  - V Londýně byla marxisty a anarchisty založena První internacionála
- 31. října – Nevada se stala 36. státem USA.
- 8. listopadu – Abraham Lincoln podruhé zvítězil v prezidentských volbách v USA.
- Byl pokácen Želnavský smrk, nejvyšší a nejstarší změřený šumavský smrk.

### Probíhající události
- 1817–1864 – Kavkazská válka
- 1850–1864 – Povstání tchaj-pchingů
- 1861–1865 – Americká občanská válka
- 1861–1867 – Francouzská intervence v Mexiku
- 1863–1864 – Lednové povstání

## Vědy a umění
- Byl vědecky popsán druh Homo neanderthalensis. Stal se prvním popsaným druhem vymřelého člověka.
- První pozorování planetární mlhoviny spektroskopem. Britský astronom William Huggins zkoumal mlhovinu Kočičí oko v souhvězdí Draka.
- Založena firma Petrof v Hradci Králové.

## Narození

### Česko

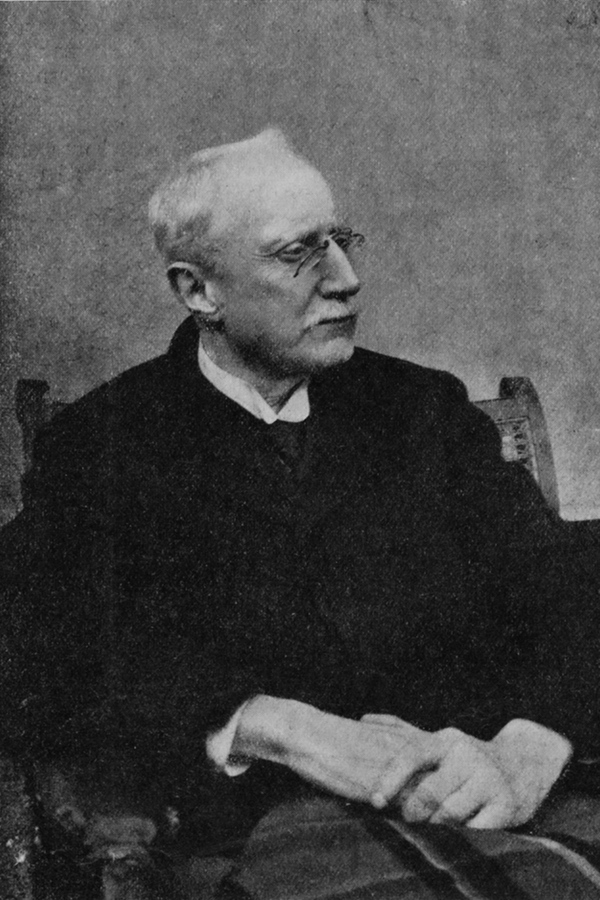
Antonín Sova (* 26. února)

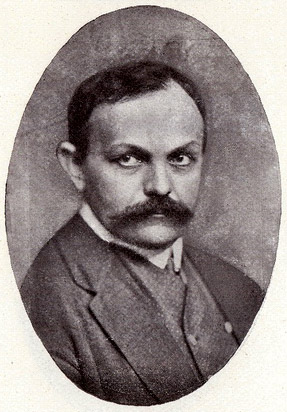
Josef Svatopluk Machar (* 29. února)

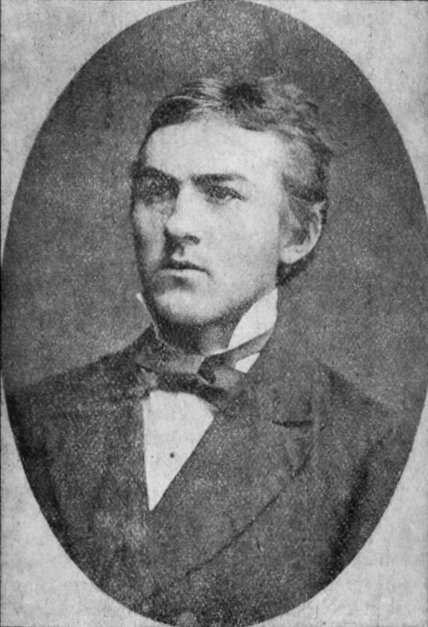
Josef Karel Šlejhar (* 17. října)

- 2. ledna – Gilbert Helmer, opat kláštera v Teplé († 4. března 1944)
- 18. ledna – Josef Jelinek, brněnský podnikatel a politik německé národnosti († 22. května 1934)
- 26. ledna – Gustav Habrman, československý politik († 22. března 1932)
- 1. února – Jan Jílek, československý politik († 30. prosince 1944)
- 7. února – Viktor Roman Moser, hudební skladatel († 16. června 1939)
- 9. února – Jan Máchal, legionář a sokolský funkcionář († 15. října 1924)
- 18. února – Alois Podhajský, československý armádní generál († 24. prosince 1946)
- 23. února – Rudolph von Procházka, český německojazyčný právník a skladatel († 24. března 1936)
- 26. února – Antonín Sova, básník a prozaik († 16. srpna 1928)
- 29. února
  - Vilém Doubrava, hudební skladatel, pedagog a překladatel († 2. listopadu 1935)
  - Josef Svatopluk Machar, spisovatel († 17. března 1942)
- 1. března – Jan Nevěřil, děkan teologické fakulty v Olomouci († 9. března 1940)
- 7. března – Adolf Hrstka, lékař a vlastivědný pracovník († 19. května 1931)
- 25. března – Alfred Nikodém, průkopník zimního plavání († 30. října 1949)
- 28. března – František Houser, československý politik († ?)
- 31. března – Ludwig Spiegel, československý politik německé národnosti († 14. srpna 1926)
- 4. dubna
  - František Blahovec, kněz, regionální aktivista v Pošumaví a politik († 16. března 1942)
  - Bohumil Bouška, spisovatel, dramatik a pedagog († 30. ledna 1935)
- 19. dubna – Jaromír Pečírka, československý vojenský lékař († 13. března 1933)
- 21. dubna – Theodor Kašpárek, lékař a zvěrolékař († 24. prosince 1930)
- 24. dubna – Vojtěch Blatný, sbormistr a varhaník († 16. února 1954)
- 29. dubna
  - Bohumil Fischer, československý politik († 22. prosince 1934)
  - Josef Štýbr, lékař a překladatel († 20. června 1938)
- 6. května – Bóža Dvořák, architekt († 17. března 1954)
- 8. května – Adolf Dobrovolný, herec, režisér, rozhlasový hlasatel († 17. ledna 1934)
- 4. června – Rudolf Kristián Wrbna-Kounic, šlechtic, c. k. komoří u vídeňského dvora († 24. prosince 1927)
- 14. června – Josef Bárta, malíř a grafik († 15. března 1919)
- 17. června
  - Rudolf Jaroslav Kronbauer, novinář a spisovatel († 25. března 1915)
  - Eduard Šittler, kanovník kapituly sv. Petra a Pavla na Vyšehradě († 8. června 1932)
- 25. června – Isidor Zahradník, kněz a politik, († 19. února 1926)
- 2. července – Rudolf Bruner-Dvořák, zakladatel žurnalistické fotografie († 30. října 1921)
- 11. července – Josef Braun, učitel a spisovatel († 28. června 1891)
- 15. července – František Minařík, katolický kněz († 28. srpna 1945)
- 27. července
  - František Flos, spisovatel († 8. ledna 1961)
  - Ferdinand Velc, malíř a fotograf († 1. července 1920)
- 19. srpna – Adolf Černý, profesor slavistiky a básník († 27. prosince 1952)
- 20. září – František Novotný, rektor Českého vysokého učení technického († 27. července 1918)
- 24. září – Emil Peters, inženýr a politik († 20. ledna 1950)
- 7. října
  - Vilém Amort, sochař († 5. září 1913)
  - Josef Štefan Kubín, folklorista, dialektolog a spisovatel († 25. listopadu 1965)
- 10. října – Josef Souček, evangelický teolog († 7. června 1938)
- 12. října
  - Čeněk Zíbrt, kulturní historik a etnograf († 14. února 1932)
  - Adolf Truksa, spisovatel a překladatel († 23. února 1944)
- 14. října – Josef Karel Šlejhar, naturalistický spisovatel († 4. září 1914)
- 23. října – Rafael Kozák, vojenský kaplan, podplukovník († 18. října 1927)
- 27. října – Šimon Bárta, osmý biskup českobudějovický († 2. května 1940)
- 12. listopadu – Stanislav Schulhof, stomatolog, esperantista a básník († 18. srpna 1919)
- 23. listopadu – Richard Špaček, profesor na teologické fakultě v Olomouci († 23. září 1925)
- 2. prosince – Ondřej Horník, skladatel, varhaník a sběratel hudebních památek († 14. srpna 1917)
- 9. prosince – Karel Josef Barvitius, hudební skladatel a nakladatel († 23. března 1937)
- 14. prosince – Antonín Klír, rektor Českého vysokého učení technického († 29. ledna 1939)
- 28. prosince – Felix Časný, československý politik († 11. prosince 1948)

### Svět

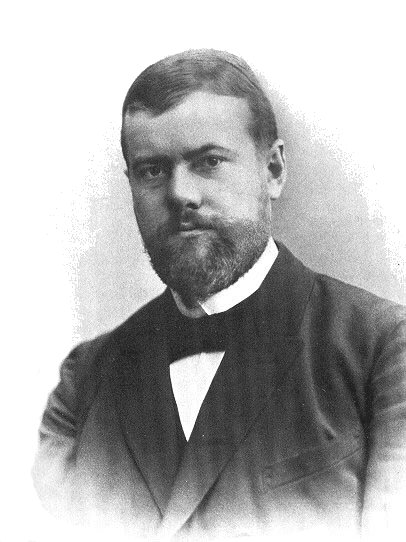
Max Weber (* 21. dubna)

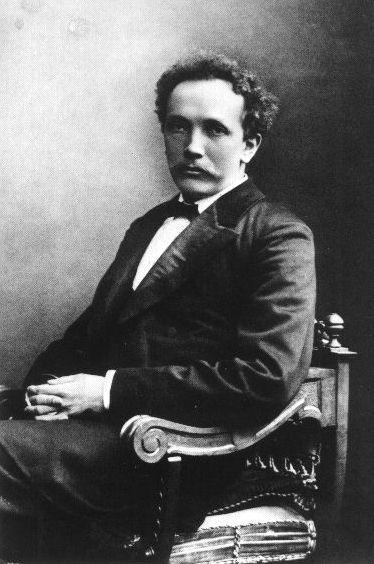
Richard Strauss (* 11. června)

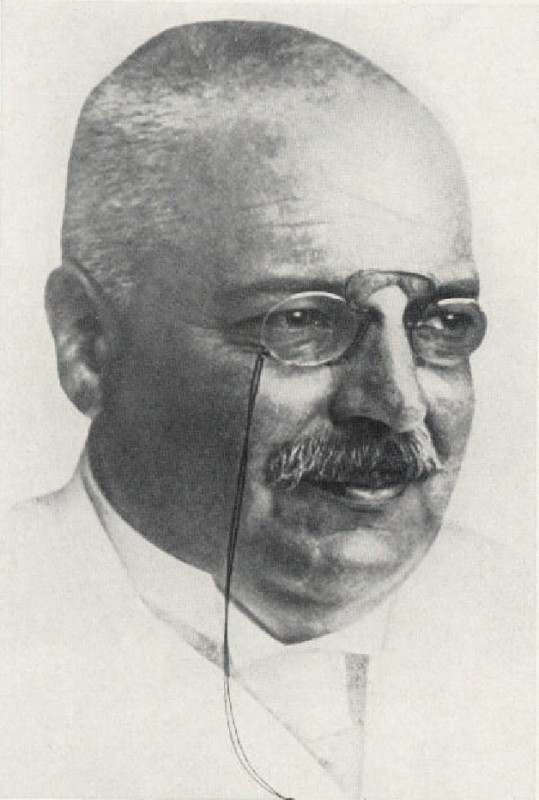
Alois Alzheimer (* 14. června)

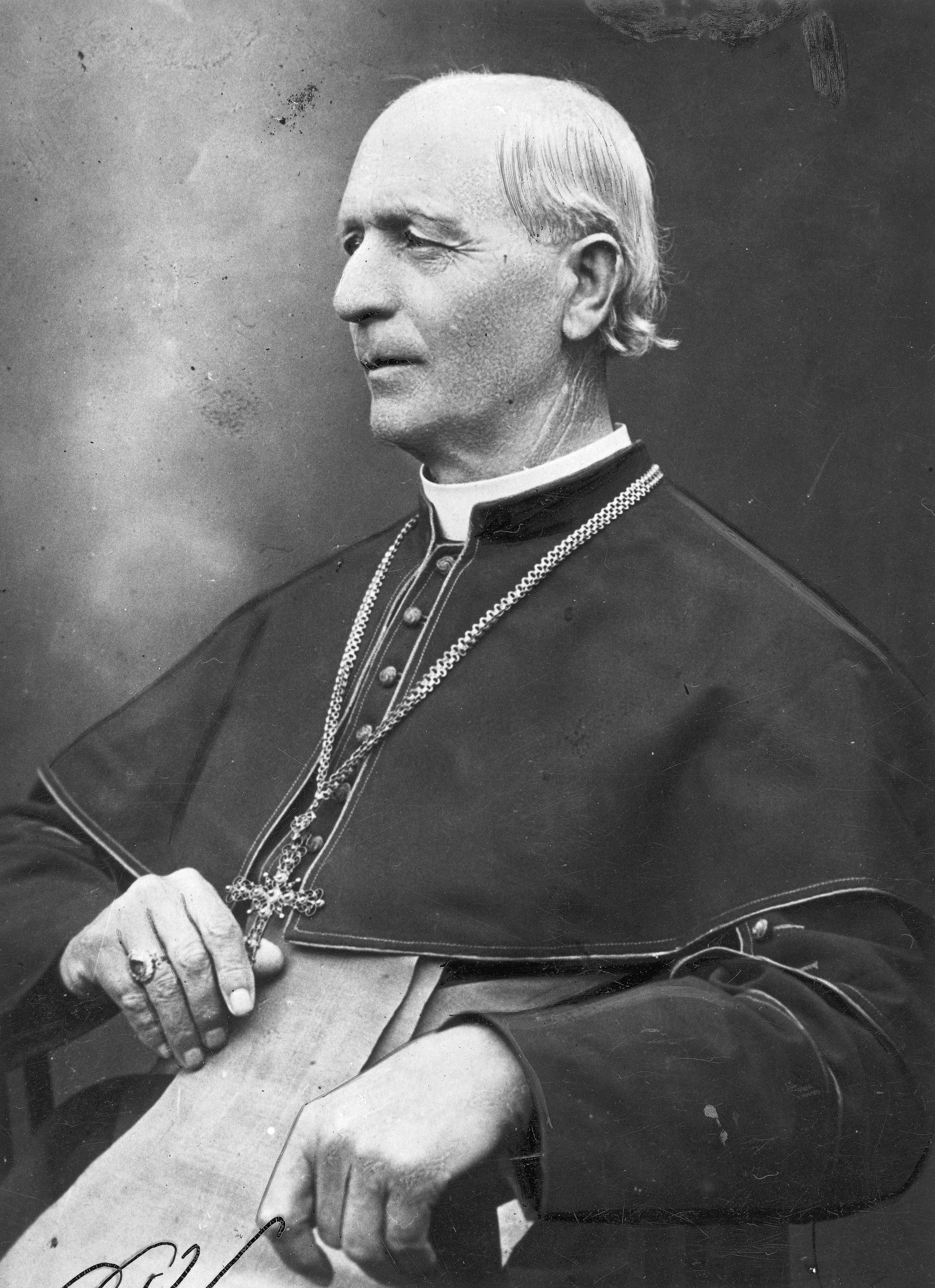
Andrej Hlinka (* 27. září)

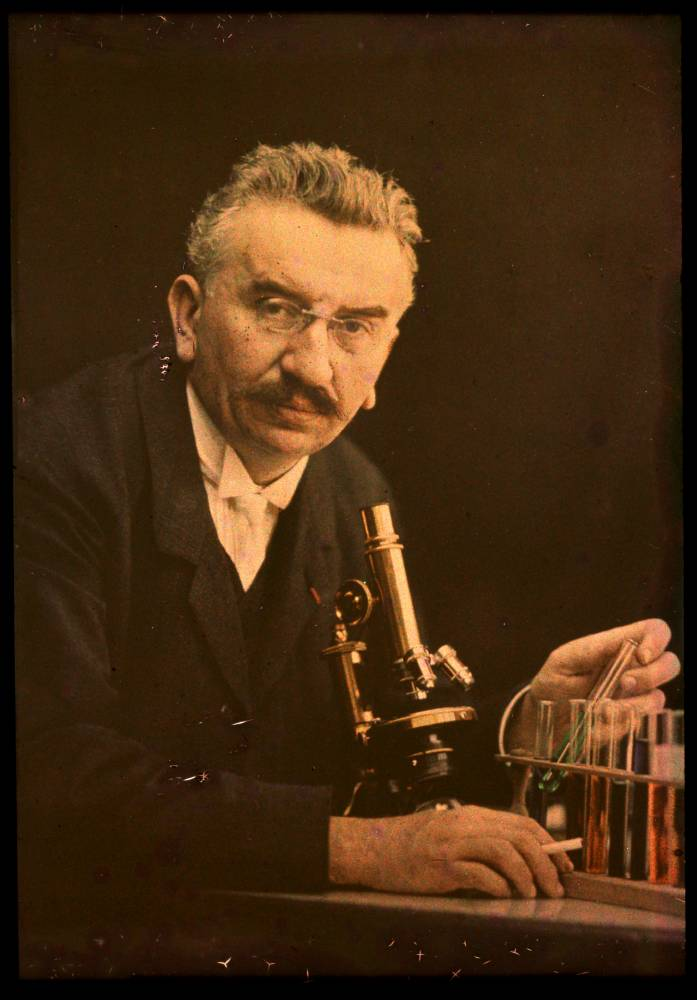
Louis Jean Lumiere (* 5. října)

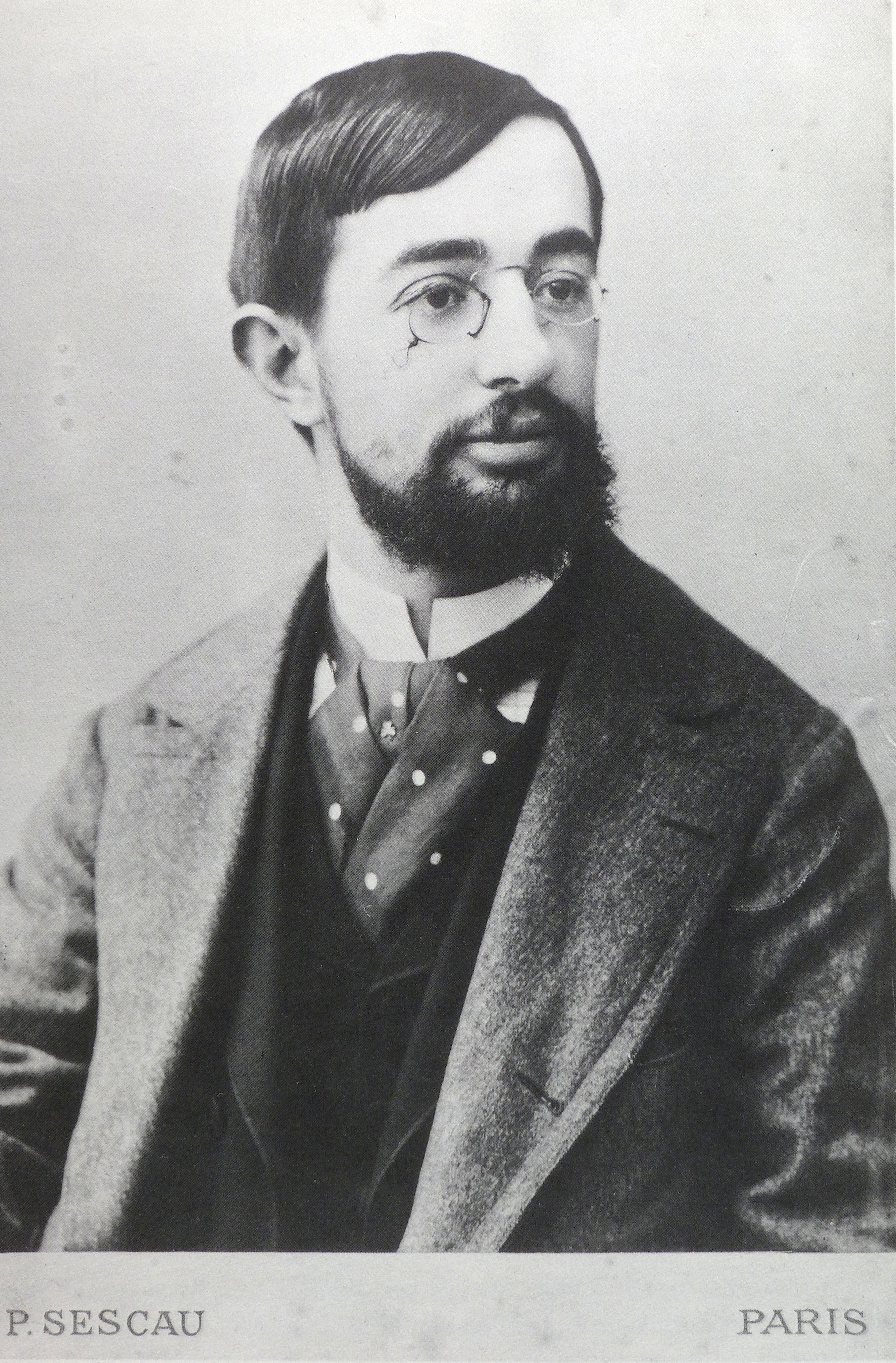
Henri de Toulouse-Lautrec (* 24. listopadu)

- 1. ledna – Alfred Stieglitz, americký fotograf († 13. července 1946)
- 8. ledna – Albert Viktor, syn prince waleského Eduarda a dánské princezny Alexandry († 14. ledna 1892)
- 9. ledna – Karl von Czapp, ministr zeměbrany Předlitavska († 18. října 1952)
- 10. ledna
  - Mathilde Alanicová, francouzská spisovatelka († 20. října 1948)
  - Hans Behn-Eschenburg, generální ředitel Oerlikonských strojíren († 18. května 1938)
  - Petr Nikolajevič Ruský, velkokníže ruský († 17. ledna 1931)
- 13. ledna – Wilhelm Wien, německý fyzik († 30. srpna 1928)
- 15. ledna – Frances Benjamin Johnstonová, americká fotografka († 16. května 1952)
- 24. ledna – Andrzej Niemojewski, polský spisovatel († 3. listopadu 1921)
- 14. února – Robert Ezra Park, americký sociolog († 7. února 1944)
- 17. února – Jozef Murgaš, slovenský vynálezce, průkopník bezdrátové telekomunikace († 11. května 1929)
- 19. února
  - Jean Verdier, kardinál, arcibiskup pařížský († 9. dubna 1940)
  - Ferdinand Zecca, francouzský filmový herec, režisér a scenárista († 23. března 1947)
- 22. února – Jules Renard, francouzský spisovatel († 22. května 1910)
- 27. února – Eemil Nestor Setälä, finský politik a jazykovědec († 8. února 1935)
- 28. února – Ľudovít Csordák, slovenský akademický malíř († 28. června 1937)
- 29. února – Adolf Wölfli, švýcarský výtvarník, skladatel a spisovatel († 6. listopadu 1930)
- 3. března – Wilhelm Karl von Urach, německý šlechtic († 24. března 1928)
- 5. března – Nellie Bly, americká novinářka a spisovatelka († 27. ledna 1922)
- 8. března – James Craig Annan, skotský fotograf († 5. června 1946)
- 14. března – Alfred Redl, rakousko-uherský důstojník a ruský špión († 25. května 1913)
- 18. března – Toros Toramanian, arménský architekt, archeolog a historik architektury († 1. března 1934)
- 21. března –
  - Nikolaj Čcheidze, gruzínský politik († 13. června 1926)
  - Karl Borromaeus Maria Josef Heller, rakouský entomolog († 25. prosince 1945)
- 30. března – Franz Oppenheimer, německý sociolog a ekonom († 30. září 1943)
- 4. dubna – Futabatei Šimei, japonský spisovatel († 10. května 1909)
- 8. dubna – Sergej Zubatov, agent ruské carské policie († 15. března 1917)
- 13. dubna – Berta Zuckerkandlová, rakouská spisovatelka († 16. října 1945)
- 21. dubna – Max Weber, německý sociolog († 14. června 1920)
- 24. dubna – Alois Wolfmüller, německý vynálezce a konstruktér († 3. října 1948)
- 30. dubna – Léonce Girardot, francouzský automobilový závodník († 7. září 1922)
- 10. května – Eugen d'Albert, německý klavírista a hudební skladatel († 3. března 1932)
- 11. května – Ethel Lilian Voynich, britská spisovatelka a hudební skladatelka († 28. července 1960)
- 17. května – Ante Trumbić, chorvatský politik († 17. listopadu 1938)
- 21. května – Štěpánka Belgická, korunní princezna rakousko-uherská († 23. srpna 1945)
- 2. června – Wilhelm Souchon, německý a osmanský admirál († 13. ledna 1946)
- 11. června – Richard Strauss, německý hudební skladatel († 8. září 1949)
- 13. června – Rudolf Kjellén, švédský politolog a politik († 14. listopadu 1922)
- 14. června – Alois Alzheimer, německý psychiatr († 19. prosinec 1915)
- 21. června – Heinrich Wölfflin, švýcarský historik umění († 19. července 1945)
- 22. června – Hermann Minkowski, polský matematik († 12. ledna 1909)
- 25. června – Walther Hermann Nernst, německý fyzik a chemik († 18. listopadu 1941)
- 8. července – F. Holland Day, americký malíř († 12. listopadu 1933)
- 10. července – George Charles Beresford, anglický portrétní fotograf († 21. února 1938)
- 11. července – Petar Danov, bulharský mystik a duchovní učitel († 27. prosince 1944)
- 13. července – John Jacob Astor IV, americký obchodník, vynálezce a spisovatel († 15. dubna 1912)
- 17. července – Franciszek Latinik, polský generál († 29. srpna 1949)
- 20. července – Erik Axel Karlfeldt, švédský básník († 8. dubna 1931)
- 21. července – Frances Clevelandová, manželka prezidenta USA Grovera Clevelanda († 29. října 1947)
- 22. července – Ernest Roger, francouzský vědec v oblasti bezdrátové komunikace († 1943)
- 24. července
  - Frank Wedekind, německý dramatik a spisovatel († 9. března 1918)
  - Władysław Długosz, polský podnikatel a politik († 24. června 1937)
- 9. srpna – Roman Dmowski, polský politik († 2. ledna 1939)
- 15. srpna – Alexej Nikolajevič Krylov, ruský námořní inženýr, matematik a spisovatel († 26. října 1945)
- 17. srpna – Charles Horton Cooley, americký sociolog († 8. května 1929)
- 23. srpna – Eleftherios Venizelos, předsedy vlády řeckého státu († 18. března 1936)
- 27. srpna – Hermann Weingärtner, německý sportovní gymnasta († 22. prosince 1919)
- 1. září – Roger Casement, irský básník a revolucionář († 3. srpna 1916)
- 4. září – Elisa Hohenlohe-Langenburská, německá šlechtična a kněžna z Reussu († 18. března 1929)
- 14. září – Robert Cecil, britský politik, první prezident Společnosti národů († 24. listopadu 1958)
- 21. září – Elena Văcărescu, rumunská a francouzská spisovatelka († 17. února 1947)
- 24. září – Cyril Horváth, slovenský právník a národovec († 2. srpna 1931)
- 27. září – Andrej Hlinka, slovenský kněz a politik († 16. srpna 1938)
- 28. září – Mizzi Kaspar, jedna z milenek rakouského korunního prince Rudolfa († 29. ledna 1907)
- 29. září – Miguel de Unamuno, španělský spisovatel a filosof († 31. prosince 1936)
- 2. října – Alfred Roller, vídeňský scénograf, malíř, grafik a pedagog († 21. června 1935)
- 4. října – Eleonora Fugger von Babenhausen, rakouská prominentka a kronikářka rodu Fuggerů († 1. března 1945)
- 5. října – Louis Jean Lumiere, jeden z prvních filmových tvůrců († 6. června 1948)
- 7. října – Victor Barrucand, francouzský novinář a spisovatel († 13. března 1934)
- 8. října – Branislav Nušić, srbský spisovatel († 19. ledna 1938)
- 14. října – Stefan Żeromski, polský spisovatel a dramatik († 20. listopadu 1925)
- 15. října – Friedrich Gustav Piffl, kardinál a arcibiskup Vídni († 21. dubna 1932)
- 30. října – Elizabeth Sprague Coolidgeová, americká hudební mecenáška († 4. listopadu 1953)
- 31. října – Einar Benediktsson, islandský básník († 12. ledna 1940)
- 1. listopadu – Alžběta Ruská, světice pravoslavné církve, ruská velkokněžna († 18. července 1918)
- 3. listopadu – Theodor Krauß, německý homeopat († 1. října 1924)
- 9. listopadu – Paul Sérusier, francouzský malíř († 7. října 1927)
- 11. listopadu
  - Alfred Hermann Fried, rakouský židovský pacifista († 5. května 1921)
  - Maurice Leblanc, francouzský spisovatel († 6. listopadu 1941)
- 18. listopadu – Panait Mușoiu, rumunský anarchista a socialistický aktivista († 14. listopadu 1944)
- 24. listopadu – Henri de Toulouse-Lautrec, francouzský malíř († 9. září 1901)
- 1. prosince – Carsten Borchgrevink, norský přírodovědec a polárník († 21. dubna 1934)
- 3. prosince – Nicola Perscheid, německý portrétní fotograf († 12. května 1930)
- 8. prosince – Camille Claudelová, francouzská sochařka († 19. října 1943)
- 9. prosince – Willoughby Hamilton, irský tenista († 27. září 1943)
- 10. prosince – Heinrich August Luyken, německý spisovatel († 21. září 1940)
- 23. prosince – Zorka Černohorská, černohorská princezna († 16. března 1890)
- 26. prosince – Jun Či-ho, korejský aktivista hnutí za osvícení a nezávislost († 9. prosince 1945)
- 28. prosince – Henri de Régnier, francouzský básník a spisovatel († 23. května 1936)
- ? – Alfred John Keene, anglický malíř († 1930)

## Úmrtí

### Česko

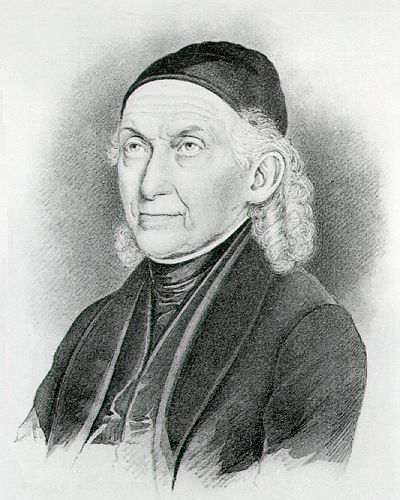
Friedrich Egermann († 1. ledna)

- 1. ledna – Friedrich Egermann, sklář (* 5. března 1777)
- 5. ledna – Vincenc Furch, básník a dramatik (* 8. srpna 1817)
- 25. ledna – Johann Georg Lumnitzer, moravsko-slezský evangelický duchovní, pedagog, malíř a rytec (* 31. května 1783)
- 4. února – Jan Václav Chmelenský, hudební skladatel (* 12. dubna 1778)
- 17. února – Václav Jindřich Veit, hudební skladatel (* 19. ledna 1806)
- 21. února – Bedřich Moser, humorista, redaktor a vydavatel (* 5. března 1821)
- 5. března – Friedrich Egermann, severočeský sklářský odborník a podnikatel (* 1. ledna 1777)
- 5. dubna – Albín Heinrich, mineralog, historik a pedagog (* 1. března 1785)
- 15. května – Therese Brunetti, herečka Stavovského divadla v Praze (* 24. prosince 1782)
- 17. června – Friedrich Kolenati, zoolog, botanik, geolog, cestovatel a lékař (* 12. září 1812)
- 27. června – Jan Váňa, objevitel uhlí na Kladensku (* 2. června 1811)
- 5. července – Prokop Chocholoušek, novinář a spisovatel (* 18. února 1819)
- 4. srpna – Alfred Paulus, houslista a violista (* 1827)
- 12. srpna – František Alois Skuherský, lékař a mecenáš (* 12. března 1794)
- 17. září – Ignác Meisner, kněz, arciděkan v Horní Polici (* 30. prosince 1785)
- 14. listopadu – Karel František Rafael, kontrabasista a hudební skladatel (* 1795)
- 20. prosince – Josef Proksch, klavírista, hudební teoretik a skladatel (* 4. srpna 1794)

### Svět

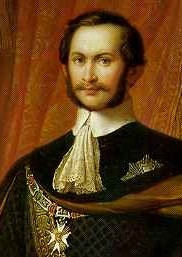
Maxmilián II. Bavorský († 10. března)

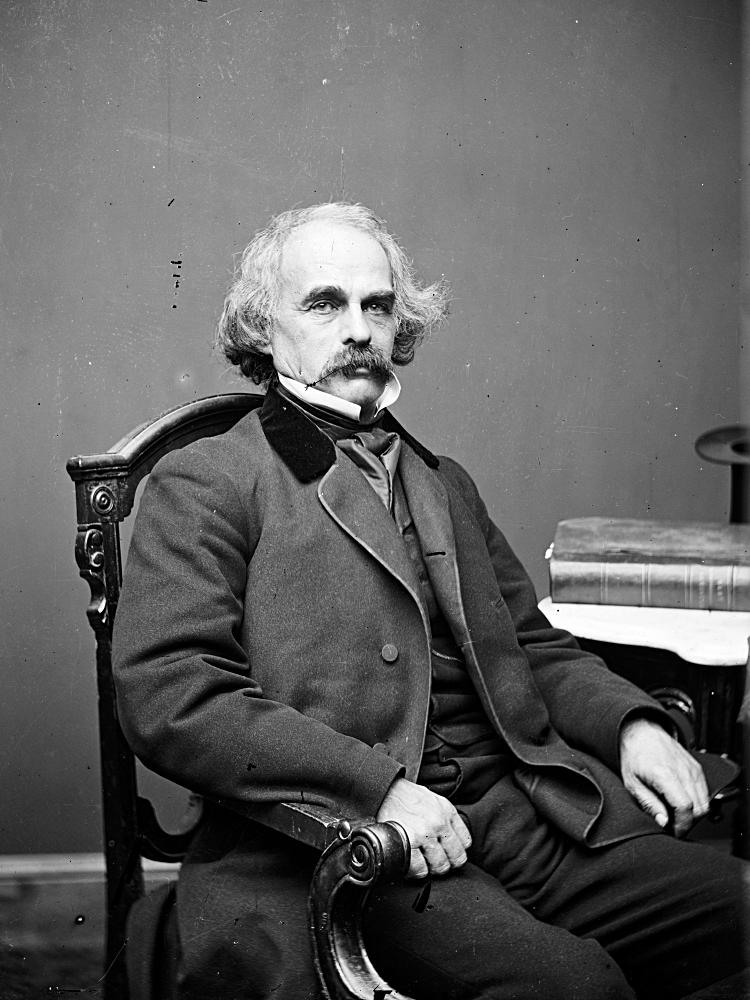
Nathaniel Hawthorne († 19. května)

- 8. ledna – Victor Dourlen, francouzský skladatel (* 3. listopadu 1780)
- 27. ledna – Leo von Klenze, německý architekt, malíř a spisovatel (* 29. února 1784)
- 28. ledna – Émile Clapeyron, francouzský fyzik a inženýr (* 26. února 1799)
- 7. února – Vuk Stefanović Karadžić, srbský jazykovědec a reformátor srbštiny (* 7. listopadu 1787)
- 20. února – Christian Andreas Zipser, pedagog, mineralog, geolog, vlastivědný pracovník, organizátor vědeckého života a entomolog (* 25. listopadu 1783)
- 25. února – Anna Harrisonová, manželka 9. prezidenta USA Williama H. Harrisona (* 25. července 1775)
- 7. března – Charles Didier, švýcarský básník a spisovatel (* 15. září 1805)
- 10. března – Maxmilián II. Bavorský, bavorský král (* 28. listopadu 1811)
- 21. března
  - Hippolyte Flandrin, francouzský malíř (* 23. března 1809)
  - Luke Howard, britský chemik a meteorolog (* 28. listopadu 1772)
- 22. března – Kastus Kalinowski, polský revoluční demokrat, publicista a básník (* 21. ledna 1838)
- 28. března – Luisa Šarlota Dánská, dánská princezna (* 30. října 1789)
- 2. dubna – Hildegarda Luisa Bavorská, arcivévodkyně, dcera krále Ludvíka I. Bavorského (* 10. června 1825)
- 26. dubna – Augusta Ferdinanda Toskánská, rakouská arcivévodkyně (* 1. dubna 1825)
- 2. května – Giacomo Meyerbeer, německý skladatel (* 5. září 1791)
- 10. května – Heinrich Müller, německý anatom (* 17. prosince 1820)
- 19. května – Nathaniel Hawthorne, americký spisovatel (* 4. července 1804)
- 26. května – Charles Sealsfield, rakouský a americký spisovatel (* 3. března 1793)
- 1. června – Chung Siou-čchüan, vůdce povstání proti dynastii Čching (* 1. ledna 1814)
- 4. června – Peter von Köppen, ruský geograf, statistik a etnograf (* 2. března 1793)
- 11. června – Miguel Gómez Damas, španělský generál (* 5. června 1785)
- 25. června – Vilém I. Württemberský, württemberský král (* 27. září 1781)
- 5. srpna – Romuald Traugutt, polský generál (* 16. ledna 1826)
- 7. srpna – Janez Avguštin Puhar, slovinský kněz, fotograf, malíř a básník (* 26. srpna 1814)
- 24. srpna – Jakob Lorber, rakouský hudebník a mystik (* 22. července 1800)
- 25. srpna – Ludwig Hohenegger, geolog a manažer průmyslových podniků (* 8. června 1807)
- 27. srpna – Mořic z Ditrichštejna, rakouský šlechtic, důstojník a dvořan (* 19. února 1775)
- 31. srpna
  - Ferdinand Lassalle, německý socialistický politik (* 11. dubna 1825)
  - Barthélemy Prosper Enfantin, francouzský inženýr, ekonom (* 8. února 1796)
- 9. září – Jacques-Désiré Laval, francouzský kněz, blahoslavený katolické církve (* 18. září 1803)
- 5. října – Imre Madách, maďarský spisovatel (* 21. ledna 1823)
- 12. října – Roger B. Taney, americký právník a politik, předseda Nejvyššího soudu (* 17. března 1777)
- 23. listopadu – Friedrich Georg Wilhelm von Struve, ruský astronom (* 15. dubna 1793)
- 25. listopadu – David Roberts, skotský malíř (* 24. října 1796)
- 5. prosince – Alžběta Alexandra Württemberská, bádenská princezna (* 27. února 1802)
- 8. prosince – George Boole, britský matematik a filosof (* 2. listopadu 1815)
- 21. prosince – Ludvík Habsbursko-Lotrinský, rakouský arcivévoda a princ (* 13. prosince 1784)
- 31. prosince – George M. Dallas, americký politik (* 10. července 1792)
- neznámé datum – William Cooper, americký koncholog a sběratel (* 1798)

## Hlavy států
- Papež – Pius IX. (1846–1878)

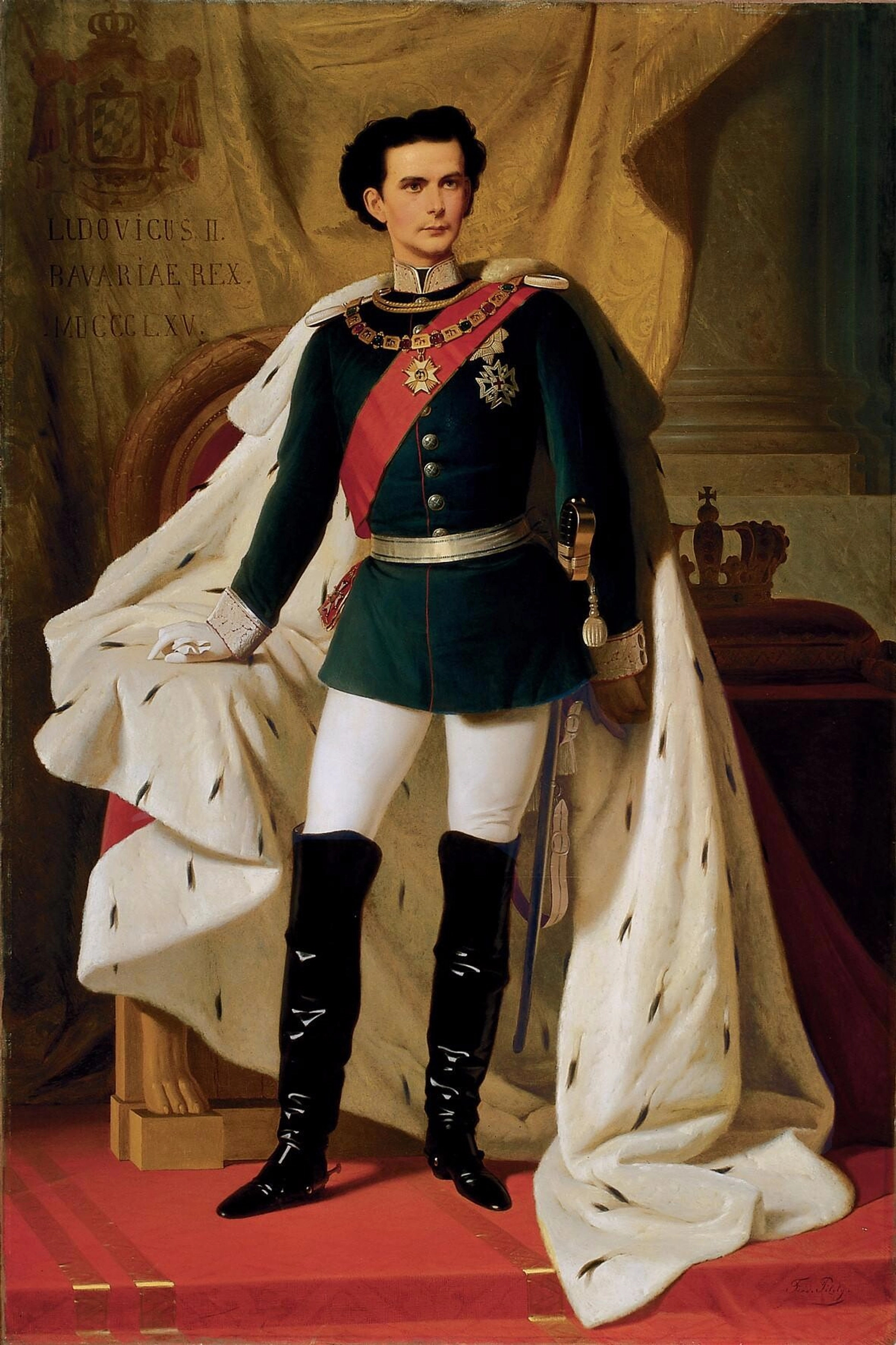
V roce 1864 na bavorský trůn nastoupil Ludvík II. Bavorský

- Království Velké Británie – Viktorie (1837–1901)
- Francie – Napoleon III. (1852–1870)
- Uherské království – František Josef I. (1848–1916)
- Rakouské císařství – František Josef I. (1848–1916)
- Rusko – Alexandr II. (1855–1881)
- Prusko – Vilém I. (1861–1888)
- Bavorsko – Maxmilián II. Bavorský (1848–1864) / Ludvík II. (1864–1886)
- Dánsko – Kristián IX. (1863–1906)
- Švédsko – Karel XV. (1859–1872)
- Belgie – Leopold I. Belgický (1831–1865)
- Nizozemsko – Vilém III. Nizozemský (1849–1890)
- Řecko – Jiří I. Řecký (1863–1913)
- Španělsko – Isabela II. Španělská (1830–1870)
- Portugalsko – Ludvík I. Portugalský (1861–1889)
- Itálie – Viktor Emanuel II. (1861–1878)
- Rumunsko – Alexandr Ioan Cuza (1859–1866)
- Osmanská říše – Abdulaziz (1861–1876)
- USA – Abraham Lincoln (1861–1865)
- Japonsko – Kómei (1846–1867)